# Aleksandr Tarkhanov
Aleksandr Tarkhanov   (Aksay, 6 de setembre de 1954) és un exfutbolista kazakh de la dècada de 1970 i entrenador.
Fou 6 cops internacional amb la selecció de la Unió Soviètica.
Pel que fa a clubs, defensà els colors de CSKA Moscou.
Trajectòria com a entrenador:
- 1989: Kotayk Abovian (consultor)
- 1990: SKA Odessa
- 1991: Terek Grozny
- 1991–1992: Pakhtakor Tashkent
- 1992–1994: Spartak Moscou (assistent)
- 1994–1996: CSKA Moscou
- 1994–1996: Russia (assistent)
- 1996: CSKA Moscou (president)
- 1997–1998: Torpedo Moscou
- 1999–2003: Krylia Sovetov Samara
- 2004: Saturn Ramenskoye (assistent)
- 2004–2005: Saturn Ramenskoye
- 2005: Terek Grozny (consultor)
- 2005–2006: Terek Grozny
- 2006–2007: Vėtra
- 2007: Krylia Sovetov Samara
- 2008: Kuban Krasnodar
- 2010: Khimki
- 2010–2011: Krylia Sovetov Samara
- 2012: Khimki
- 2013: Khimki
- 2013–2015: Ural Sverdlovsk Oblast
- 2015–2016: Slavia Sofia
- 2016–2018: Ural Sverdlovsk Oblast
- 2018– : Ural Sverdlovsk Oblast (conseller)